# Região 5 (Territórios do Noroeste)
Região 5 é o nome que se dá a uma das seis divisões estabelecidas pelo Departamento de Estatística do Canadá para os Territórios do Noroeste. Foi introduzido pelo censo canadense de 2011, juntamente com as regiões um, dois, três, quatro e seis, resultando na abolição nas divisões das divisões censuárias de Fort Smith e Região de Inuvik (a última não confundir com a região administrativa de Inuvik.
Sua população é aproximadamente 6 907 habitantes e possui uma área de 153 468,37 km².

## Comunidades

### Cidades
- Fort Smith
- Hay River

### Vilas
- Fort Resolution

### Assentamentos
- Enterprise
- Lutselk'e
- Reliance

### Reserva Indígena
- Salt Plains

## Ligações Externas
- Mapa da Região 5